# Compsocryptus turbatus
Compsocryptus turbatus là một loài tò vò trong họ Ichneumonidae.